# 电气指令式制动
电气指令式制动是制动系统的一种，主要应用于铁路车辆，与汽车领域的线控制动相近。还有其他的产品名如：全电气指令式电磁直通制动（日语：直通ブレーキ）。

## 歷史
自动空气制动作为铁路车辆的传递制动系统，由于其故障情况下安全功能的可靠性、响应性以及系统的简洁性等特点，在除了英联邦国家以外的世界各国广泛使用了一个多世纪。
自动空气制动借助驾驶台上的制动阀门来接收机车或头车发送的指令，通过打开或关闭制动阀门，对列车组内的制动管进行减压，从而将制动指令传递给各个车辆。然而，随着列车速度的提高和编组长度的增加，其相对较低的响应性和功能不足成为一个问题。
为了解决响应性下降的问题，改进每辆车辆搭载的制动控制阀在一定程度上成功解决了此问题。然而，这种方法的代价较高，制动控制阀的增大是不可避免的。在以空气压力控制为基础的制动控制阀中，西屋空气制动公司（WABCO）开发的U自在阀是一个里程碑：一套该阀门的重量超过100公斤，但维护需要高级的工艺技术。这种制动控制阀的巨大进化同时也带来了制造和维护成本的急剧增加。在电磁控制阀技术的发展背景下，20世纪20年代的美国以及1950年代初的日本通过在自动空气制动的制动阀上添加电气开关，并在各车辆的制动控制阀上添加电磁给排阀，通过电气信号传递制动指令，实现了响应性的大幅提升，同时保留了旧有低性能制动控制阀的低成本优势。这种电磁自动空气制动技术得到了实际应用。
此外，对于要求高加减速性能的电车，基本上采用简单的直通制动，并结合电气信号进行指令控制。电磁直通制动由美国的WABCO于1930年代开发，并从1950年代后半期开始在日本广泛应用。通过技术引进，日本的一些电车实现了发电制动、再生制動与直通制动的平稳协作和高速响应。这些通过在空气压力控制中结合电磁阀的制动系统，提高了制动响应性能，同时保持了与现有系统一定的兼容性。
电气指令式制动是电磁直通制动方法的进一步发展和简化，它通过从驾驶台发送电气指令来控制每个车辆上搭载的直通制动装置，去除了空气管和空气压力控制的制动阀。可以将其视为将飞机上的“線傳飛控”技术应用于制动系统，而且由于后续的发展，使用计算装置可以实现更精细的控制，因此也可以称为电子控制方式的制动。
这个系统在日本最初是在1967年1月由三菱电机与大阪市交通局（现名为大阪市高速电气铁道，Osaka Metro）共同开发的OEC-1中首次实用化。这个新的制动系统旨在用于大阪世博会期间的观众运输。从1968年开始，共制造了222辆车，集中投入到御堂筋線的30系中，并且为备战1969年的大阪世博会，制造了60系用于堺筋線，以及北大阪急行電鐵新造的2000形電車44辆、7000形40辆和8000形（初代）16辆，这些车辆用于御堂筋线直达世博会场的接驳线路，共计100辆车采用了这种制动系统。这些车辆实现了前所未有的大规模运输，并成功完成了世博会的运输任务，证明了电气指令式制动与传统的电磁直通制动相媲美的高可靠性。
在此后，由于减少了空气管线和将制动指令数字化所带来的布线简化，以及维修性的改善，日本电气制动的竞争对手日本压缩机制动（现为納博特斯克）也开发了类似的HRD-1型电气指令式电磁直通制动系统，运用于京阪5000系电车的制动系统中。
由于新建铁路不需要考虑与传统车辆混用，电气指令式制动的使用逐渐增加了。因此，从1980年代开始，电气指令式制动在日本逐渐取代了电磁直通制动，成为绝大多数动力分散型电车采用的标准制动系统。现在，电气指令式制动系统还在传统使用自动空气制动的柴聯車和客车中得到采用，而且在这些车辆中的应用也越来越多。
然而，出于故障安全性和与传统车辆的兼容性的考虑，部分车辆（如近铁的21系列）仍保留了制动管（紧急管）并配备了自动空气制动装置，与电气指令式制动分开使用。

## 主要特点

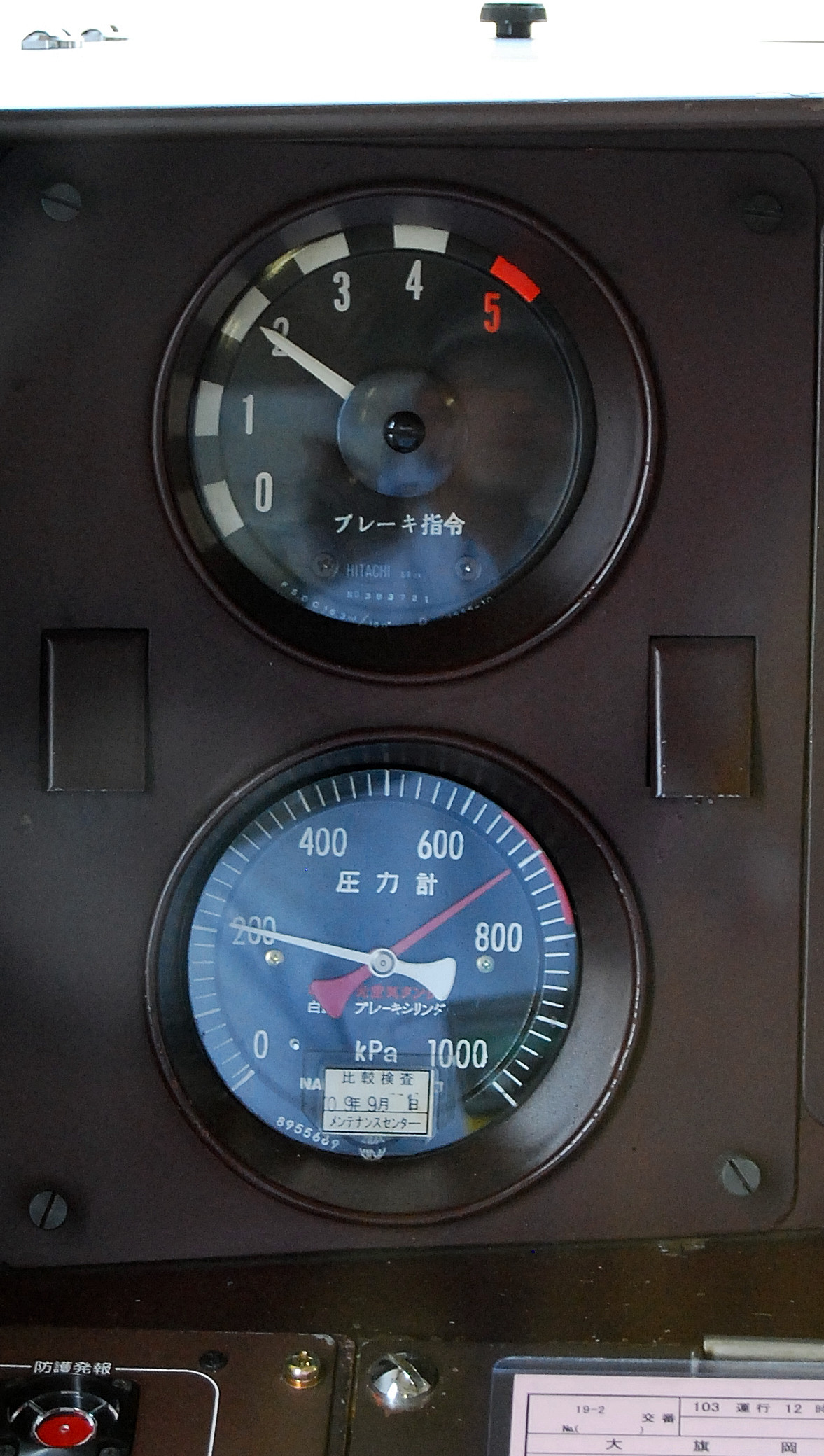
东急9000系列驾驶室内的电气制动指令指示器（上部仪表）、制动缸与原空气缸压力表（下部仪表）。

从驾驶台的制动控制器发出的指令通过指令线以电信号方式传送到每辆车辆，并调整每辆车上搭载的制动控制装置内的中继阀的开度。适量的空气压力从每辆车辆的主空气储压器中调整后送入制动缸，从而让列车获得最佳的制动力。在这个系统中，阀门的控制完全由电路进行，并且由于其响应速度非常快，从操作控制器手柄进行制动到制动缸压力提升，制动生效的时间（空走时间）大大缩短。
电气指令式制动系统会结合制动控制装置内的制动感应器监测制动控制器发送的制动指令、空气弹簧的压力以及车体重量、列车速度等信息，发送合适的制动指令。系统还会监测发电制动和再生制动的失效时机，并利用空气制动器的快速操作来补偿因速度下降而失效的电制动，实现平稳制动。此外，由于系统很容易实现电空协调控制，通过应荷重装置，还可以根据乘客重量来调整发送到制动缸的气压。此外，它还适用于延迟制动等新型制动系统。
数字式的控制系统（如三菱MBS）由大约3至4根指令线构成，通过二进制的开关组合来传输制动指令，进而驱动制动控制装置内带有电磁阀的中继阀；模拟式的控制系统仅使用一根指令线，通过改变施加在其上的电压或电流来传输制动指令，进而通过电-空转换阀将制动控制装置内的电压或电流变化转换为空气压力指令。后者可以实现无级位控制。近年来，随着计算机技术的进步，还出现了一种通过将指令线作为串行数据总线来传输数字数据格式的制动指令的方式。在任何一种方式中，如果制动控制器的指令线断开，都会施加紧急制动以确保故障安全。

## 优点
在电磁直通制动系统中，除了用于作动电磁阀的跳线外，还需要联通传送指令的直通管（SAP）、向每节车厢供应压缩空气的元空气缸（MRP）以及用于紧急情况备份的制动管（BP），共需联通3根空气管路。相比之下，对于电气指令式制动系统而言，除了每辆车需要引通指令线外，只需引通供应制动动力的MRP管路即可，因此大大减少了空气管路和阀门，减少了因空气中水分凝结和腐蚀等故障问题，提高了可靠性，并显著降低了制造和维护成本。
此外，由于不需要将空气管路引入驾驶室，可以将制动指令装置与主控制器集成。这样一来，可以实现前推制动、后拉力行的单手操作，符合人机工程学的理想。日本最早引入这一技术的是東急8000系電車。
另外，通过微控制器的计算，精确调节再生制動、发电制动和直通空气制动之间的分配，实现优先使用电动车的电气制动的延迟控制，有助于提高整个编组的能量回收率，抑制闸瓦磨损。
在紧急制动时，与自动广播装置的联动还可以预防车内事故。

## 缺点
传统的自动空气制动和电磁直通制动等以空气压力指令为基础的制动系统与电气指令式制动之间不能直接兼容，如果与装载了这些制动系统的车辆连结在一起，无法直接协调制动操作。因此，当与空气压力指令制动的车辆一起运行时，需要在其中一辆车上搭载称为"制动读取装置"的特殊设备，用于相互转换电气指令式制动的指令和传统制动的空气压力指令（以及电磁直通制动的电磁阀控制信号）。
需要注意的是，该读取装置需要车辆供电才能使用。因此，在传统制动装置的车辆以无动力状态牵引装载了电气指令式制动的车辆（例如甲种输送或配给输送）时，需要进行特殊措施，例如临时设立基于空气压力指令的制动装置，或者另外确保电源使读取装置正常运行。
此外，与传统的自动空气制动和电磁直通制动不同，由于制动器在预先设定的特定空气压力下制动，因此如果由不熟悉车辆特性或制动器习惯的人操作，制动冲击可能会增大；使用频繁的调整动作（多次制动）来调整停车位置也可能会导致乘坐舒适度下降等问题。